# Jan van der Vucht

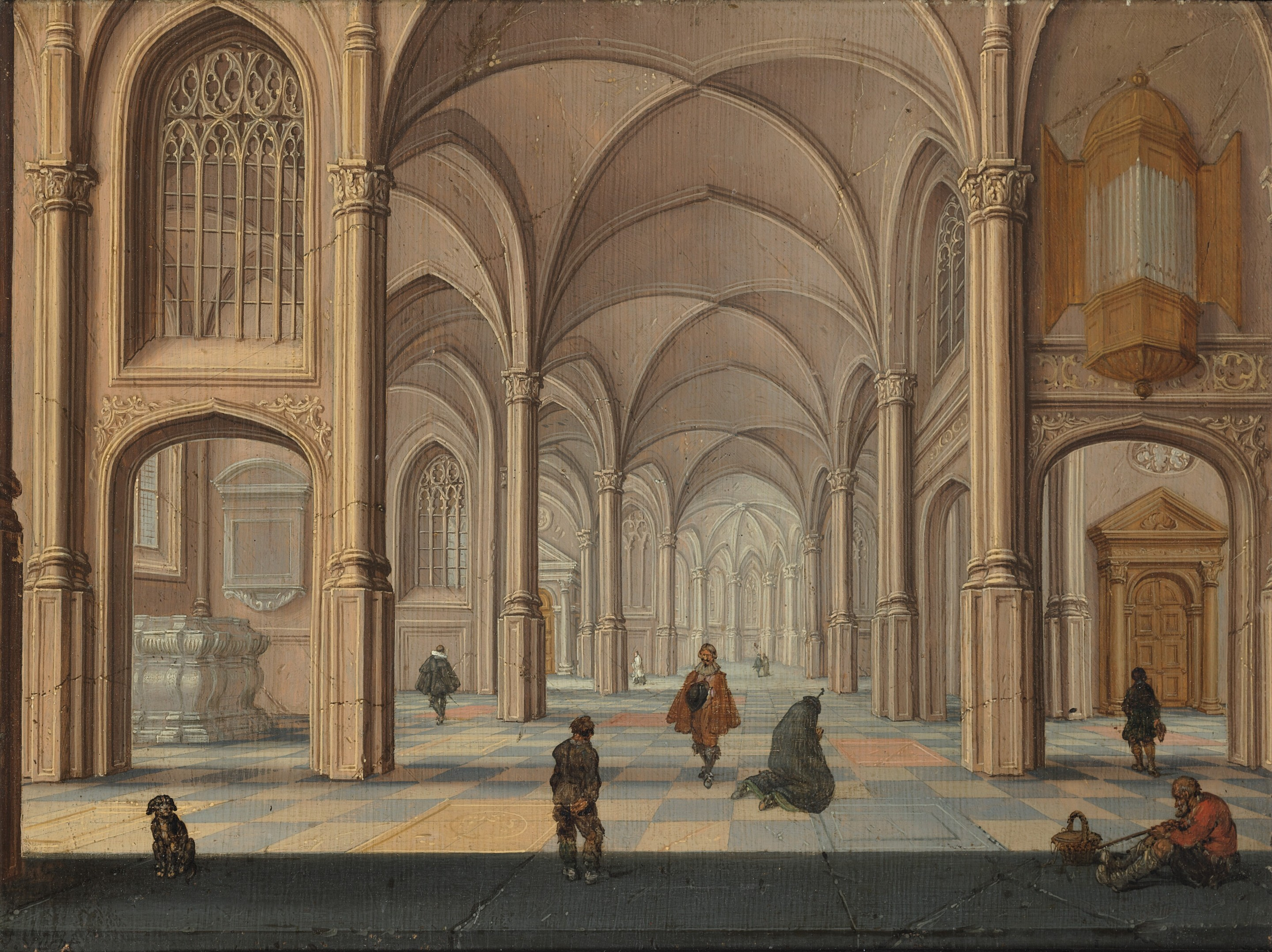
Interno di chiesa

Jan o Johannes van der Vucht, o Vught (Rotterdam, 1603 – Rotterdam, 25 giugno 1637 circa), è stato un pittore olandese del secolo d'oro.

## Biografia
Formatosi alla scuola di Bartholomeus van Bassen, operò quasi esclusivamente nella sua città natale a partire dal 1624, eccetto durante il 1632 quando fu segnalato all'Aia.
Si specializzò nella pittura di interni di chiese.
Fu suo allievo Anthonie de Lorme.